# Leonardo Ferrel
Leonardo Ferrel (Punata, 7 luglio 1923 – 11 luglio 2013) è stato un calciatore boliviano, di ruolo centrocampista.

## Carriera
Prese parte con la nazionale bolivia ai Mondiali del 1950.
Disputò inoltre con la Bolivia il Campeonato Sudamericano nel 1946, nel 1947  e nel 1949 .